# Mirae caritatis
Mirae caritatis é uma encíclica do Papa Leão XIII sobre a Sagrada Eucaristia, proferida em 28 de maio de 1902. Seu tema é principalmente os efeitos maravilhosos da devoção à Sagrada Eucaristia na vida moral e espiritual dos fiéis. O Papa explora vários aspectos da teologia eucarística, citando a Eucaristia como fonte de vida, mistério de fé, vínculo de caridade e sacrifício da Missa.
"Pois, assim como os homens e os estados têm necessariamente o seu ser de Deus, eles não podem fazer nada de bom exceto em Deus por meio de Jesus Cristo, por meio de quem todo melhor e mais seleto dom sempre procedeu e continua."  ... enquanto Deus subordinou toda a ordem sobrenatural à Encarnação do Seu Verbo, em virtude da qual a salvação foi restaurada ao gênero humano, ... a Eucaristia, segundo o testemunho dos santos Padres, deveria ser considerada de certa forma uma continuação e extensão da Encarnação.
Como nas encíclicas anteriores, Leão continua seu apelo à renovação social, cuja fonte se encontra na Sagrada Eucaristia. Ele afirma que o sacramento promove a caridade mútua que promoverá a fraternidade cristã e a igualdade social. Depois de exaltar os muitos benefícios da Eucaristia, Leão encoraja a recepção frequente da mesma, um assunto que foi assunto de algum debate na época.
Fora, então, com o erro generalizado, mas mais pernicioso daqueles que dão como sua opinião que a recepção da Eucaristia é de uma maneira reservada para aqueles ... que se livram das preocupações do mundo para encontrar descanso em algum tipo de vida professamente religiosa. Pois este dom, do qual nada pode ser mais excelente ou mais favorável à salvação, é oferecido a todos aqueles, qualquer que seja seu cargo ou dignidade,. . . . " 
O sucessor de Leão, o Papa Pio X, reiterou isso em seu motu proprio Sacra Tridentina Synodus de 1905 e no Quam singulari de 1910, que estabeleceu a "idade da razão" (cerca de sete anos de idade) como o limite para as crianças serem admitidas ao sacramento. A expressão espelho da caridade foi popularizada por Elredo de Rievaulx durante a Idade Média. A encíclica de Leão XIII foi citada pelos Papas Pio XII e Paulo VI em seus próprios documentos didáticos, respectivamente Mediator Dei e Mysterium fidei.